# Bommanahal, Bellary
Bommanahal là một làng thuộc tehsil Bellary, huyện Bellary, bang Karnataka, Ấn Độ.